# Objetivo varifocal

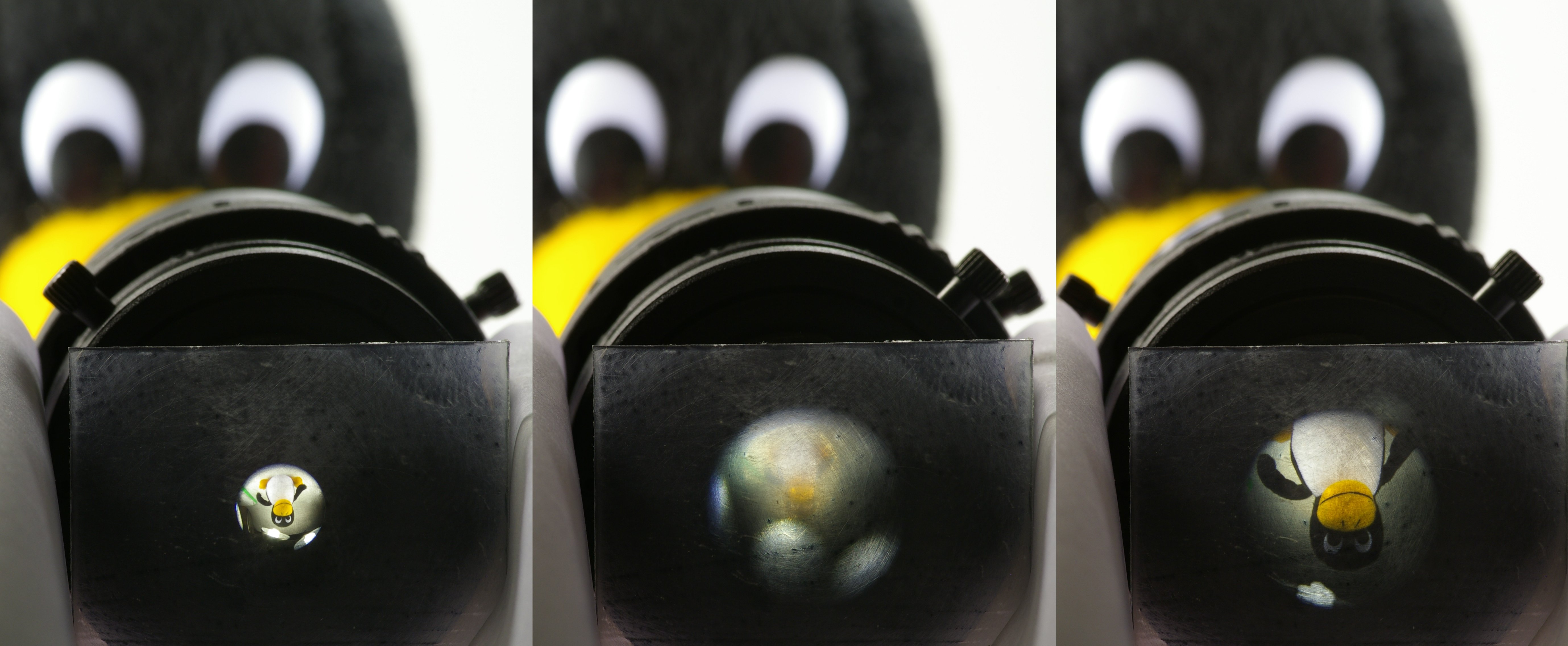
Lentes varifocales

El término varifocal no siempre es aplicado correctamente. En ocasiones decimos que el objetivo zum es un objetivo de focal variable sin aclarar que este término -focal variable- tiene dos lecturas:
- Varifocal: se dice de aquel objetivo que entre la mínima distancia focal y la máxima distancia focal puede situarse en cualquier posición intermedia pasando de una a una de forma continua.

- Multifocal: dicese de aquel objetivo que puede adoptar un número limitado de distancias focales, pero nunca una posición intermedia entre ellas. Decimos que el paso de la máxima distancia focal a la mínima distancia focal se hace de forma discreta. Un objetivo multifocal no es un objetivo zum, asemejándose más a un sustituto de las torres de objetivos que antiguamente llevaban las cámaras de cine y las primeras de televisión, haciendo obligatorio el enfoque a cada cambio de distancia focal.

- Datos: Q3291943